# Angelo Tartaglia

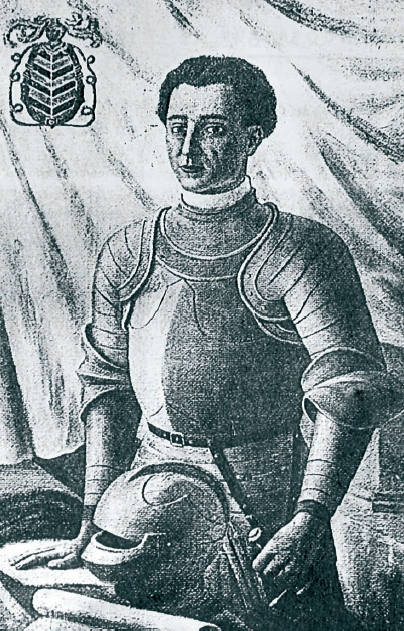
Angelo Tartaglia

Angelo Broglio da Lavello, beter bekend als Angelo Tartaglia (Lavello, 1370 – Aversa, 1421 was een Italiaanse legeraanvoerder, condottiere en heer van Lavello en Toscanella.

## Biografie
Tartaglia is vermoedelijk in 1370 geboren in het Zuid-Italiaanse Lavello, maar over zijn ouders is niets met zekerheid bekend. In een document in het archief in Florence wordt echter gesteld dat zijn vader Andrea heette. In het door zijn zoon Gaspare geschreven boek Cronaca Malatestiana staat dan weer vermeld dat Tartaglia in 1350 werd geboren als derde kind van Raimondo Orsini Del Balzo, opperstalmeester van het koninkrijk Napels en heer van Tarente
Waarschijnlijk klopt de bewering niet dat hij zijn bijnaam Tartaglia (“stotteraar”) heeft gekregen vanwege zijn stotteren. Chiatti beweert dat Tartaglia waarschijnlijk eerder een familienaam was dan een bijnaam, omdat ook zijn neef Cristofaro en zijn stiefbroer Donato deze naam droegen. De naam zou dan afkomstig zijn van zijn adoptievader Andrea di Lavello.
Zijn opleiding kreeg hij aan de militaire school van Ceccolo Broglia (van wie hij later diens troepen en vaandel erfde). Hij verbond zich met Muzio Attendolo Sforza en trad in dienst van de Florentijnse Republiek. Op 26 juni 1402 nam hij deel aan de Slag bij Casalecchio, waar hij de brug over de Reno moest bewaken. Daar verliet hij echter plotseling zijn post om zich in het strijdgewoel te mengen. De legerkampementen aan zijn kant waren toen niet langer bewaakt. Door zijn onvoorzichtigheid verloor het leger de slag en sloeg op de vlucht, terwijl Tartaglia krijgsgevangen werd genomen en in de gevangenis gegooid.
Na zijn vrijlating erkende hij zijn verantwoordelijkheid voor de nederlaag, maar dat was niet genoeg om de woede van Sforza te doen bedaren. De verhouding tussen Tartaglia en Sforza werd erg slecht en dat leidde tot een permanente rivaliteit tussen de twee. In 1404 schoot hij met zijn leger Francesco Novello da Carrara, Heer van Padua te hulp, die toen in oorlog was met Venetië. In hetzelfde jaar hielp hij Carrara ook met de verovering van Verona. Hij sloeg het beleg voor San Martino Buon Albergo en versloeg het leger van de krijgsheer Ugolotto Biancardo.
In 1405 nam hij aan de zijde van Sforza deel aan de verovering van Pisa door Florence. In 1407 trad hij in dienst van de republiek Siena en in 1409 kwam hij aan het hof van koning Ladislaus van Napels als huurlingenaanvoerder en raadsheer. In zijn dienst verdedigde hij met succes Perugia en Civitavecchia, dat te lijden had onder de aanvallen van de condottiere Braccio da Montone. Op 14 juni 1413 veroverde hij Rome. Tegenpaus Johannes XXIII sloeg op de vlucht. Tartaglia achtervolgde hem maar slaagde er niet in om hem gevangen te nemen.
Als dank gaf Ladislaus hem op 23 juli 1413 de titel 'heer van Toscanella'. Tartaglia vestigde zich hier en maakte er zijn hoofdkwartier van. Hij liet er een kasteel bouwen (momenteel een ruïne), dat hij “Lavello” noemde, het vertrekpunt van al zijn militaire expedities. Na de dood van Ladislaus in 1414 kwam hij onder het gezag van Johannes XXIII, nadat hij daartoe was overgehaald door gezanten van Florence. Hij kreeg de taak om Viterbo en Tarquinia onder het pauselijk gezag te brengen.
In deze periode werd Tartaglia de schrik van de pauselijk staat: zijn leger hield overal plundertochten. Hij liet zijn ondergeschikten Farina en Beccarino Brunoro onthoofden, omdat hij hen verdacht van een moordcomplot in opdracht van Sforza. Uit angst gaven Siena, Orvieto en andere steden in Umbrië hem kostbare geschenken. In 1418 zwoer hij trouw aan de nieuwe paus Martinus V, die hem als beloning een toelage gaf van 39.000 florijnen. In dienst van de nieuwe paus verzoende hij zich met zijn oude rivaal Sforza en samen veroverden zij op 15 oktober 1419 Assisi.
Uit angst voor een treffen tussen de twee krijgsheren bekrachtigde Martinus het verzoeningsverdrag. Hij regelde een huwelijk tussen Giovanni, een zoon van Sforza, en Lavinia, de dochter van Tartaglia. De paus wilde de band met Tartaglia sterk houden, want hij wilde met behulp van Tartaglia Lodewijk III van Anjou op de troon van Napels plaatsen. Daarom bepaalde hij dat de grafelijke titel van Tartaglia overerfbaar werd. Nadat Tartaglia op deze manier weer in dienst was gekomen van de Kerk, veroverde hij talrijke gebieden in Latium en Umbrië.
Hij deed een aanval op Soriano nel Cimino, dat werd verdedigd door de Franse huurlingenkapitein Giannetto di Magnamonte. Deze gaf zich in ruil voor 9000 florijnen over aan Tartaglia. Ook veroverde hij Capitone, San Gemini en Todi. Na beschuldigingen van verraad en van het hebben van contacten met Braccio da Montone werd hij op bevel van zijn oude vijand Sforza gearresteerd. Nadat hem onder marteling een bekentenis was afgedwongen zonder de mogelijkheid zich te verdedigen, werd hij onthoofd op het marktplein van Aversa, met medeweten van paus Martinus V. Na zijn dood traden zijn mannen in dienst bij Braccio da Montone en vochten verder tegen Sforza en de paus.